# Conseil de toutes les terres
Le Conseil de toutes les terres ou Consejo de Todas las Tierras ou encore Aukiñ Wallmapu Ngulam (AWNg) est une organisation indigéniste qui, de son propre aveu, cherche à créer un « État mapuche » avec des territoires argentins et chiliens. Son chef est le werkén Aucán Huilcamán.

## Histoire
Le Conseil tire son origine de la « Commission 500 ans de résistance », formée en 1989 à la suite de sa scission d'avec l'Admapu, la principale organisation mapuche s'opposant à la dictature militaire pendant la décennie de 1980. Cette commission s'est composée en partie d'ex-membres de la troupe de théâtre politique Admapu, qui rejetaient le rapprochement de cette organisation avec les partis de la Concertation des partis pour la démocratie. En particulier, la participation de l'Admapu à l'Accord de Nueva Imperial de 1989 et, en général, au processus de négociation institutionnelle qui a conduit à la promulgation de la Loi indigène de 1993, a été rejetée.
La Commission a été rebaptisée Consejo de Todas las Tierras en 1990.